# Who Are You
Who Are You – ósmy album studyjny zespołu The Who. Wydany 18 sierpnia 1978 przez wytwórnię Polydor Records w Wielkiej Brytanii i MCA Records w Stanach Zjednoczonych. Jest to ostatni album z Keithem Moonem, który zmarł trzy tygodnie po jego wydaniu. W 1996 roku wydana została ponownie z pewnymi zmianami w utworach.

## Lista utworów

### Strona pierwsza
| 1. | „New Song”                    | 4:14  |
|    |                               |       |
| 2. | „Had Enough” (John Entwistle) | 4:27  |
|    |                               |       |
| 3. | „905” (Entwistle)             | 4:02  |
|    |                               |       |
| 4. | „Sister Disco”                | 4:23  |
|    |                               |       |
| 5. | „Music Must Change”           | 4:39  |
|    |                               |       |
|    |                               | 21:45 |
|    |                               |       |

### Strona druga
| 1. | „Trick of the Light” (Entwistle) | 4:06  |
|    |                                  |       |
| 2. | „Guitar and Pen”                 | 5:56  |
|    |                                  |       |
| 3. | „Love Is Coming Down”            | 4:04  |
|    |                                  |       |
| 4. | „Who Are You ”                   | 6:16  |
|    |                                  |       |
|    |                                  | 20:22 |
|    |                                  |       |

### Wydanie CD (1996)
utwory bonusowe:
| 1. | „No Road Romance”                            | 5:10  |
|    |                                              |       |
| 2. | „Empty Glass”                                | 6:23  |
|    |                                              |       |
| 3. | „Guitar and Pen” (Olympic '78 Mix)           | 5:58  |
|    |                                              |       |
| 4. | „Love Is Coming Down” (Work-in-Progress Mix) | 4:06  |
|    |                                              |       |
| 5. | „Who Are You” (Lost Verse Mix)               | 6:18  |
|    |                                              |       |
|    |                                              | 27:55 |
|    |                                              |       |

## Certyfikaty i sprzedaż
| Kraj                     | Certyfikat         | Sprzedaż   |
| ------------------------ | ------------------ | ---------- |
| Kanada (MC)              | 2x platynowa płyta | 200 000+   |
| Stany Zjednoczone (RIAA) | 2x platynowa płyta | 2 000 000+ |
| Wielka Brytania (BPI)    | złota płyta        | 100 000+   |